# Tazio Nuvolari
Tazio Giorgio Nuvolari (Castel d'Ario, 16 de noviembre de 1892-Mantua, 11 de agosto de 1953) fue un piloto italiano de automovilismo y de motociclismo. Fue Campeón Europeo de Pilotos, campeón europeo de 350 cc en 1925, ganador de la Mille Miglia en 1930 y 1933 y de las 24 Horas de Le Mans en 1933.

Nadie, como él, combinó una sensibilidad tan alta del automóvil con un coraje casi inhumano
 Enzo Ferrari sobre Tazio Nuvolari. 

En 1920 comenzó su carrera deportiva en las motos. En el año 1923 disputó el III Gran Premio de Penya Rhin de voiturettes en el Circuito de Vilafranca del Penedès. Corrió de rojo en un automóvil de la marca italiana Chiribiri, logrando llegar en 5ª posición.
No alcanzó a disputar el Campeonato Mundial de Fórmula 1 ya que se retiró en 1950, el mismo año en que se iniciaba la competición. Sí lo hizo en el Campeonato Europeo en los años 1930. Era llamado Il Campionissimo, Il Mantovano volante (El Mantuano Volador) y Nivola.[cita requerida]

## Principales victorias

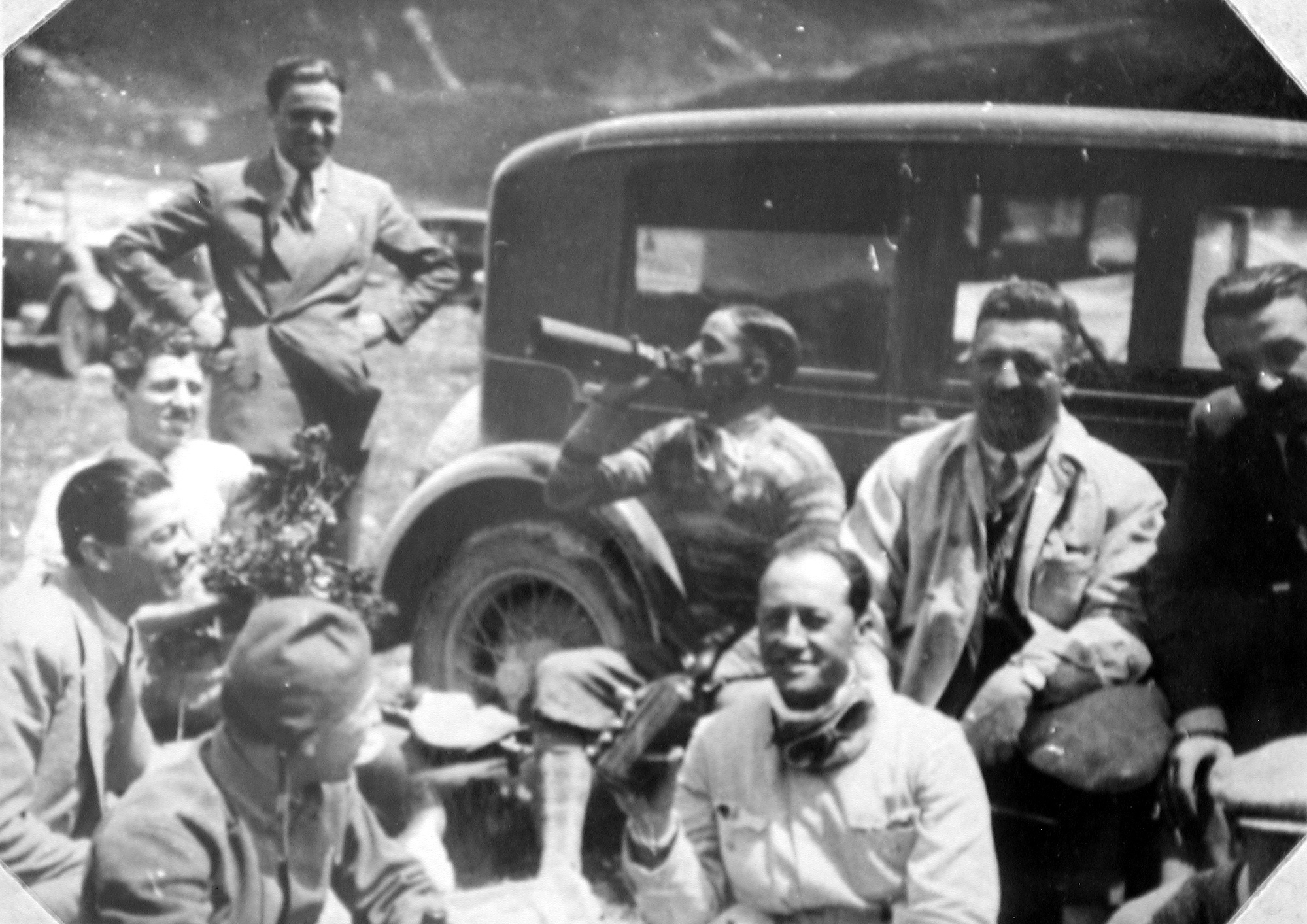
Tazio Nuvolari celebrando junto a Luigi Arcangeli, Enzo Ferrari y Prospero Gianferrari.

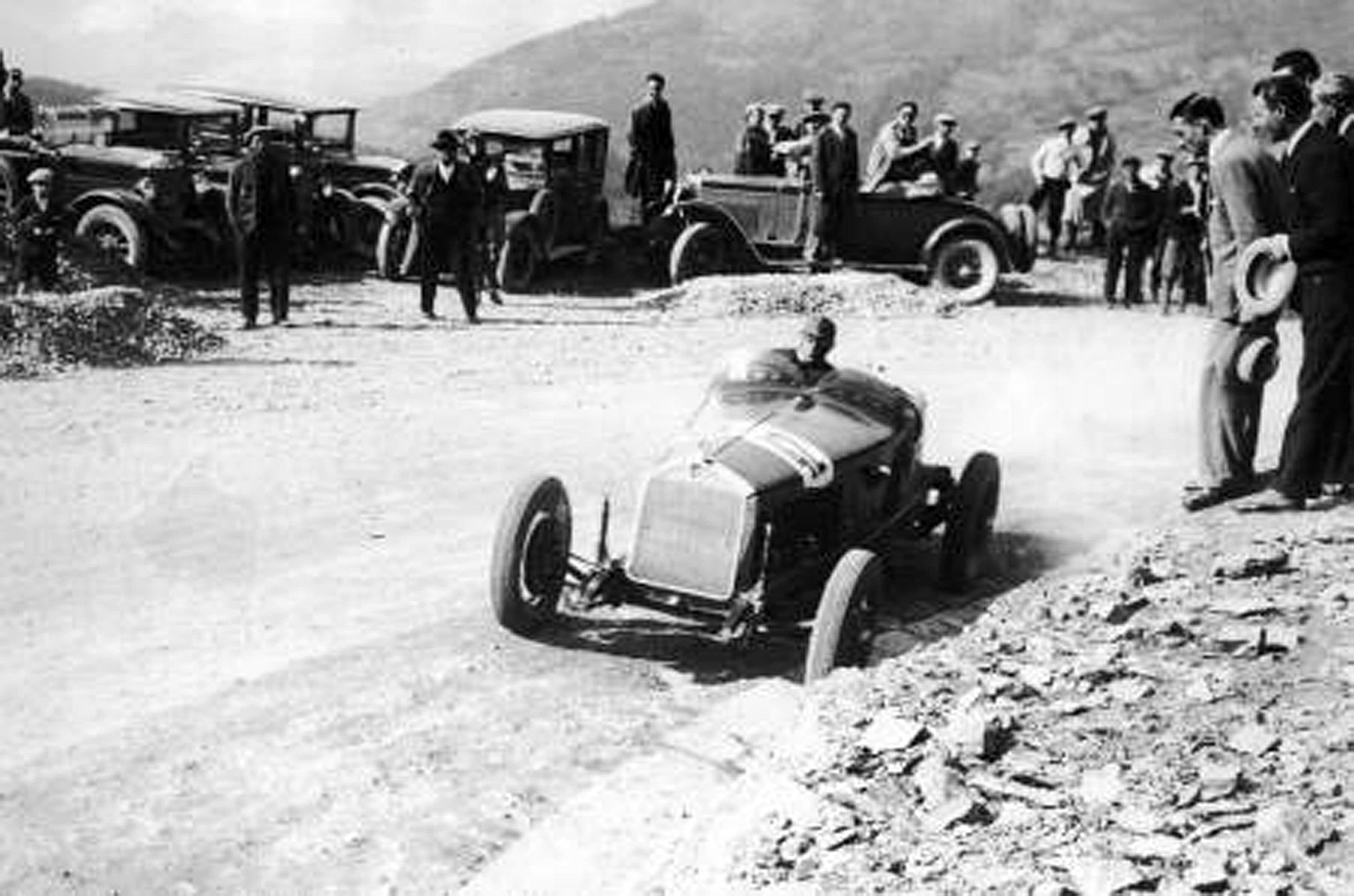
Coppa Consuma 1930, Tazio Nuvolari a bordo de una Alfa Romeo 6C1750GS.

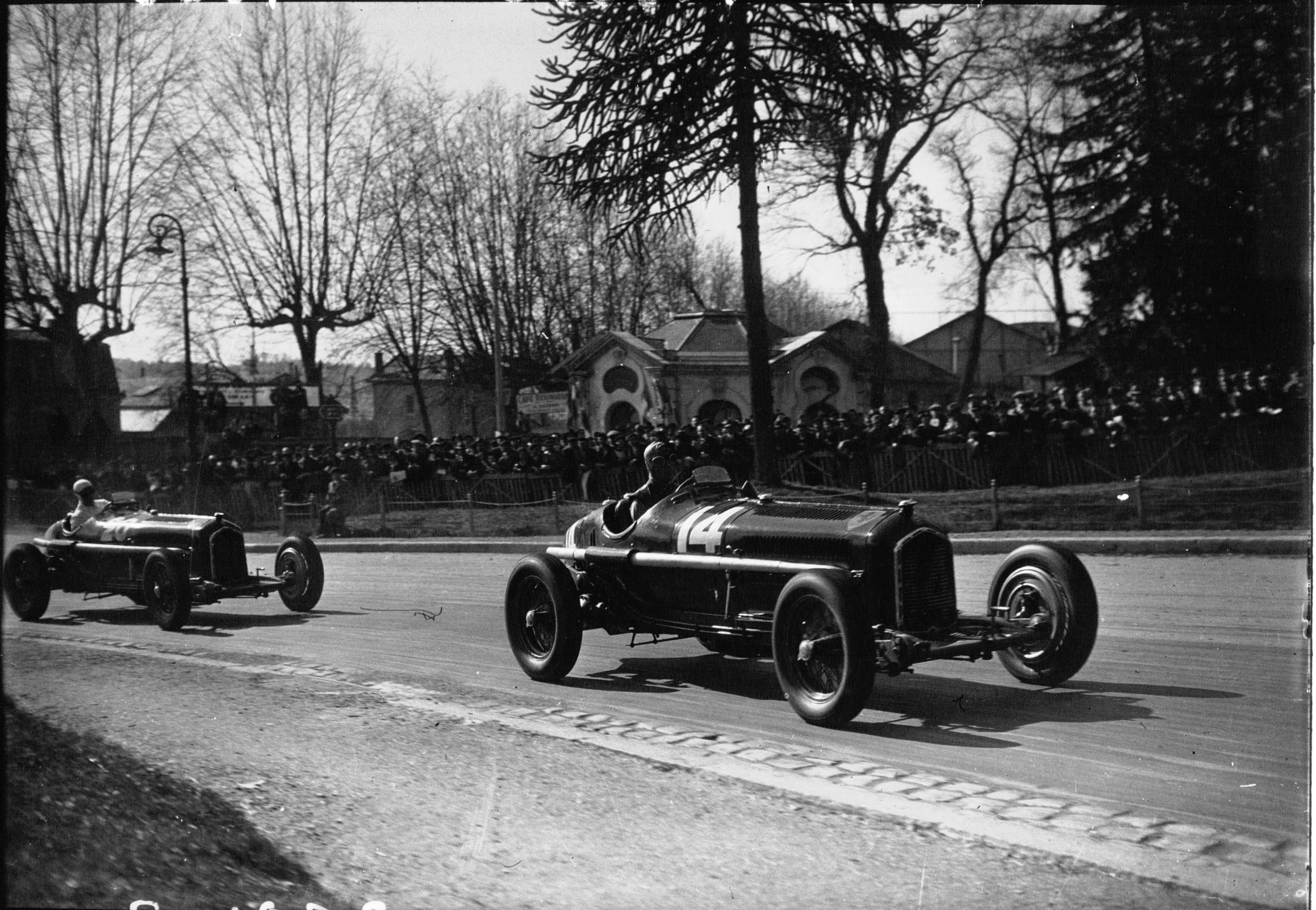
Nuvolari con un Alfa Romeo P3 en el Gran Premio de Pau de 1935.

El más impresionante triunfo del piloto italiano se produjo en el Gran Premio de Alemania de 1935 en Nürburgring, cuando Nuvolari, al volante de un viejo Alfa Romeo P3 (3167 cm³, compresor, 265 CV), derrotó a cinco Mercedes-Benz W25 (3990 cm³, 8C, compresor, 375 CV) pilotados por Rudolf Caracciola, Luigi Fagioli, Hermann Lang, Manfred von Brauchitsch y Geyer, y a cuatro Auto Union Tipo B (4950 cm³, 16C, compresor, 375 CV) pilotados por Bernd Rosemeyer, Achille Varzi, Hans Stuck y Paul Pietsch, considerada una de las victorias más épicas de la historia del automovilismo. Es la famosa "La Victoria Imposible".
| Año  | Competencia               | Constructor |
| ---- | ------------------------- | ----------- |
| 1924 | Circuito de Savio         | Chiribiri   |
| 1924 | Circuito de Polesine      | Chiribiri   |
| 1924 | Circuito de Tigullio      | Bianchi     |
| 1927 | Gran Premio de Roma       | Bugatti     |
| 1927 | Circuito de Garda         | Bugatti     |
| 1928 | Gran Premio de Trípoli    | Bugatti     |
| 1928 | Circuito de Pozzo         | Bugatti     |
| 1928 | Circuito de Alessandria   | Bugatti     |
| 1931 | Targa Florio              | Alfa Romeo  |
| 1931 | Coppa Ciano               | Alfa Romeo  |
| 1932 | Gran Premio de Mónaco     | Alfa Romeo  |
| 1932 | Targa Florio              | Alfa Romeo  |
| 1932 | Gran Premio de Italia     | Alfa Romeo  |
| 1932 | Gran Premio de Francia    | Alfa Romeo  |
| 1932 | Coppa Ciano               | Alfa Romeo  |
| 1932 | Coppa Acerbo              | Alfa Romeo  |
| 1933 | Gran Premio de Túnez      | Alfa Romeo  |
| 1933 | Alessandria               | Alfa Romeo  |
| 1933 | Eifelrennen               | Alfa Romeo  |
| 1933 | Gran Premio de Nimes      | Alfa Romeo  |
| 1933 | Gran Premio de Bélgica    | Maserati    |
| 1933 | Coppa Ciano               | Maserati    |
| 1933 | Gran Premio de Niza       | Maserati    |
| 1934 | Gran Premio de Módena     | Maserati    |
| 1934 | Gran Premio de Nápoles    | Maserati    |
| 1935 | Gran Premio de Pau        | Alfa Romeo  |
| 1935 | Circuito de Bergamo       | Alfa Romeo  |
| 1935 | Circuito de Biella        | Alfa Romeo  |
| 1935 | Circuito de Turín         | Alfa Romeo  |
| 1935 | Gran Premio de Alemania   | Alfa Romeo  |
| 1935 | Coppa Ciano               | Alfa Romeo  |
| 1935 | Gran Premio de Niza       | Alfa Romeo  |
| 1935 | Gran Premio de Módena     | Alfa Romeo  |
| 1936 | Gran Premio de Penya Rhin | Alfa Romeo  |
| 1936 | Gran Premio de Hungría    | Alfa Romeo  |
| 1936 | Gran Premio de Milán      | Alfa Romeo  |
| 1936 | Coppa Ciano               | Alfa Romeo  |
| 1936 | Gran Premio de Módena     | Alfa Romeo  |
| 1936 | Copa Vanderbilt           | Alfa Romeo  |
| 1937 | Gran Premio de Milán      | Alfa Romeo  |
| 1938 | Gran Premio de Italia     | Auto Union  |
| 1938 | Gran Premio de Donington  | Auto Union  |
| 1939 | Gran Premio de Belgrado   | Auto Union  |
| 1946 | Gran Premio de Albi       | Maserati    |

## Resultados

### 24 Horas de Le Mans
| Año     | Equipo                | Copilotos      | Automóvil            | Clase | Vueltas | Pos. | Pos. Clase |
| ------- | --------------------- | -------------- | -------------------- | ----- | ------- | ---- | ---------- |
| 1933    | Soc. Anon. Alfa Romeo | Raymond Sommer | Alfa Romeo 8C 2300MM | 3.0   | 233     | 1.º  | 1.º        |
| Fuente: |                       |                |                      |       |         |      |            |

### Campeonato Europeo de Pilotos
(Clave) (negrita indica pole position) (cursiva indica vuelta rápida)
| Año     | Escudería        | 1       | 2       | 3       | 4     | 5     | 6       | 7       | Pos. | Puntos |
| ------- | ---------------- | ------- | ------- | ------- | ----- | ----- | ------- | ------- | ---- | ------ |
| 1931    | SA Alfa Romeo    | ITA Ret | FRA 11  | BEL 2   |       |       |         |         | 5.º  | 13     |
| 1932    | SA Alfa Romeo    | ITA 1   | FRA 1   | GER 2   |       |       |         |         | 1.º  | 4      |
| 1935    | Scuderia Ferrari | MON Ret | FRA Ret | BEL     | GER 1 | SUI 5 | ITA Ret | ESP Ret | 4.º  | 35     |
| 1936    | Scuderia Ferrari | MON 4   | GER Ret | SUI Ret | ITA 2 |       |         |         | 3.º  | 17     |
| 1937    | Scuderia Ferrari | BEL     | GER 4   | MON     |       | ITA 7 |         |         | 7.º  | 28     |
| 1937    | Auto Union AG    |         |         |         | SUI 5 |       |         |         | 7.º  | 28     |
| 1938    | Auto Union AG    | FRA     | GER Ret | SUI 9   | ITA 1 |       |         |         | 5.º  | 20     |
| 1939    | Auto Union AG    | BEL Ret | FRA Ret | GER Ret | SUI 5 |       |         |         | 4.º  | 19     |
| Fuente: |                  |         |         |         |       |       |         |         |      |        |

### Grandes Épreuvestras la Segunda Guerra Mundial
(Clave) (negrita indica pole position) (cursiva indica vuelta rápida)

| Año     | Equipo              | 1       | 2   | 3     | 4   | 5   |
| ------- | ------------------- | ------- | --- | ----- | --- | --- |
| 1948    | Cisitalia Spa       | MON Ret | SUI |       |     |     |
| 1948    | Scuderia Ambrosiana |         |     | FRA 7 | ITA | GBR |
| Fuente: |                     |         |     |       |     |     |